# Garafilia Mohalbi
Garafilia Mohalbi (en griego: Γαριφαλιά Μιχάλβεη ; c.  1817  - 17 de marzo de 1830) fue una esclava griega. Tras quedar huérfana, llegó a Boston aproximadamente en la misma época en que Samuel Gridley Howe trajo consigo a John Celivergos Zachos, Christophorus Plato Castanis y otros refugiados griegos. Murió a los trece años, convirtiéndose póstumamente en una celebridad popular en los medios de comunicación y abolicionistas. Garafilia también formó parte del Movimiento de Esclavos Griegos.

## Biografía
Garafilia nació en el seno de una prominente familia griega en la isla de Psara. Sus padres fueron asesinados en 1824 durante su destrucción a manos de los turcos. Mohalbi y sus hermanas fueron secuestradas y vendidas como esclavas. A los diez años, trabajaba para una familia turca en Esmirna.
En un bazar, conoció al comerciante estadounidense Sr. Langdon y le rogó que la rescatara de la esclavitud. Él la compró y la adoptó como hija. Organizó el viaje de Garafilia a Boston, donde viviría con su familia. Sus hermanas también fueron liberadas de la esclavitud y enviadas a vivir a Europa.
Mohalbi se unió a la Escuela del Convento de las Ursulinas en Charlestown, un barrio de Boston. Murió de tuberculosis el 17 de marzo de 1830, a los trece años.

## Fama póstuma
Tras su muerte, se hizo famosa en los medios de comunicación de Boston, Nueva Inglaterra y con el tiempo, en todo el mundo. La pintora y miniaturista estadounidense Ann Hall creó un retrato en miniatura de la esclava griega.
El retrato fue posteriormente grabado por Edward Gallaudet. Su primo segundo, Elisha Gallaudet, grabó la primera moneda estadounidense, el dólar continental de 1776. El retrato de Garafilia Mohalbi fue la obra más popular de Ann Hall.
En 1831, Lydia Sigourney escribió un poema para El recuerdo de la juventud: un regalo de Navidad y Año Nuevo. Aún no había publicado ningún libro. En 1835, Sigourney publicó "Zinzendorff y otros poemas" , que incluía el mismo poema, titulado "Garafilia Mohalby".
En 1843, la poeta estadounidense del siglo XIX Hannah Flagg Gould se inspiró en el retrato en miniatura de Ann Hall, del cual tenía un grabado. Escribió un poema, "La imagen de Garafilia", que apareció en su libro El jarrón dorado: un regalo para los jóvenes. Sarah Josepha Hale, escritora y activista estadounidense, publicó un artículo sobre la Garafilia en su libro Registro de la mujer o bocetos de todas las mujeres distinguidas.
En la década de 1850, Carl Hause encargó a Carl Gartner que compusiera una mazurca para piano en honor a la esclava griega Garafilia. Ambos tenían un trío popular en el área de Boston; también enseñaban música.
Muchos barcos llevaban el nombre de Garafilia y se encontraban en diferentes puertos. Algunos de ellos eran Honolulu, Baltimore y Río de Janeiro. Los padres comenzaron a nombrar a sus hijos con el nombre de este popular tema, y algunos cambiaron sus nombres a Garafilia Mohalbi.
La popularidad de la historia de la esclava griego se extendió por todo Estados Unidos. El destacado escultor estadounidense Hiram Powers viajó a Europa para observar la trata de esclavos. Durante su estancia en Florencia, comenzó a esculpir la popular escultura "El esclavo griego". Muchos otros artistas adaptaron el tema que inspiró "El mercado de esclavos" de Jean-Léon Gérôme, "El mercado de esclavos " de Gustave Boulanger y "El mercado de esclavos" de Otto Pilny a finales del siglo XIX.
En 1851, Christophoros Plato Kastanes publicó su libro, que incluye un capítulo sobre su experiencia como esclavo fugitivo de Quíos, en la Grecia devastada por la guerra. El libro se hizo muy popular en Estados Unidos y se publicaron múltiples ediciones. Harriet Beecher Stowe, en "La clave de la cabaña del tío Tom" , aludio a usar a la esclava griega como inspiración, escribiendo: 

Estaba en Esmirna cuando nuestro cónsul estadounidense rescató a una hermosa joven griega en el mercado de esclavos. La vi subir a bordo del bergantín 'Suffolk' para ser enviada a América y recibir su educación".

La niña fue comprada en el mismo lugar que Garafilia y tuvo una historia similar.